# Can Gironella
|  | Aquest article tracta sobre la masia de l'Empordà. Vegeu-ne altres significats a «Can Gironella (Gironella)». |

Can Gironella és una masia del municipi de Garrigàs (Alt Empordà) inclosa en l'Inventari del Patrimoni Arquitectònic de Catalunya.

## Descripció
Can Gironella és una masia aïllada situada al costat de la carretera d'Arenys d'Empordà. És un gran edifici de planta rectangular, amb planta de dos pisos i golfes i coberta de teula a dues vessants. L'estructura de la construcció s'ha vist alterada per nombroses modificacions. En l'actualitat, la façana principal, orientada a migdia, està dividida en dues parts per un mur centrat i perpendicular; malgrat això, conserva en conjunt la simetria. A la façana oest s'obre, a nivell del segon pis, una galeria d'arcs de mig punt, mentre que a la façana de llevant les modificacions han donat lloc a una estructura irregular. Davant la façana principal es troba una torre de planta quadrada amb planta baixa i dos pisos, el superior del qual és a manera de terrassa. La torre està deta amb maó i arremolinada i té una finestra a cada pis a la que seria la part frontal.

## Història
L'origen d'aquest edifici es pot datar en el segle xvii, però el seu aspecte actual respon a la modificació efectuada durant el segle xix, moment en què fer-se una nova façana de composició simètrica. El conjunt ha experimentat nombroses obres de modificació al llarg del temps.